# Metropool (religieus)
Een metropool of metropolis is de stad waar een metropoliet zijn zetel heeft.
In de Oosters-orthodoxe Kerk in Griekenland en in Cyprus zijn alle bisschoppen metropolieten en is de zetel van elk bisdom dus een metropool, dit in tegenstelling tot de situatie in Rusland, waar niet elke bisschop een metropoliet is. Ook in de Katholieke Kerk is niet elke bisschop een metropoliet (zie suffragane bisschop).